# Bajuszos denevér
A bajuszos denevér  (Myotis mystacinus) az emlősök (Mammalia) osztályának denevérek (Chiroptera) rendjébe, ezen belül a kis denevérek (Microchiroptera) alrendjébe és a simaorrú denevérek (Vespertilionidae) családjába tartozó faj.

## Előfordulása
A hideg északot kivéve egész Európában honos. Elterjedési területe keleten az Urálig húzódik, délnyugaton pedig Marokkóig is átnyúlik. Középhegységek lakója, a síkvidéken ritkának számít.

## Alfajai
- Myotis mystacinus caucasicus
- Myotis mystacinus mystacinus
- Myotis mystacinus occidentalis

## Megjelenése
Az állat hossza 3,5–5 centiméter, farokhossza 3,4 centiméter, magassága 0,7–0,8 centiméter, alkarja 3,2–3,7 centiméter, testtömege 3,5–6,5 gramm. Füle termetéhez képest nagy és keskeny. A fülön 4–6 redő is található. A háton a bundájának a  színe barna és  szürkésbarna, a hasi részén szürkés. A bundája fémes csillogású. Füle és vitorlája feketés színű. Fülfedője hosszú és hegyes, a fülből kinyúlik. A száj két oldalán bajuszszerű szőrcsomók találhatók. Lába viszonylag rövid.

## Életmódja
A bajuszos denevér élőhelye nyílt területek, szétszórtan álló fákkal. Nyáron faodúkban és -repedésekben, olykor mesterséges fészekodúkban vagy ablakok zsalugáterei mögött alszik. Telelésre barlangokba vagy bányavágatokban húzódik. Szúnyogokkal, tegzesekkel és apró molyokkal táplálkozik. Magyarországon ritka, a hegyvidékeken gyakoribb. Már alkonyatkor kirepül, de néha nappal is megfigyelhető vadászat közben. Szívesen repül bokorsorok mentén vagy fák között, alacsonyan vagy középmagasan. Röpte egyenletesnek hat, nem túl gyors és nem is nagyon szaggatott, inkább egy nagy pillangóra emlékeztet. A bajuszos denevér általában magányosan él, így is telel át, a mennyezeten szabadon függeszkedve.

## Szaporodása
Némelyik nőstény már három hónaposan képes a szaporodásra, a legtöbb azonban csak jó egy év után. Párzását megfigyelték januárban; a telelési időszak előrehaladtával egyre több nőstény bizonyul termékenyültnek. A hímek vannak többségben; tovább is élnek a nőstényeknél. Az átlagos élettartam 4 év körül mozog, de akár 19 évet is megérhetnek. A nőstények egy-egy területen nagy kölykezőszállásokra gyűlnek.